# Juan Carlos Gaete
Juan Carlos Darío Gaete Contreras (Santiago, Chile, 21 de mayo de 1997) es un futbolista profesional chileno. Juega de delantero y actualmente se encuentra en Cobresal de la Primera División de Chile.

## Trayectoria
El extremo fue formado en Magallanes, donde estuvo en el primer equipo entre 2014-2015. Ahí jugó 12 partidos sin mayor suerte y no pudo anotar. Luego pasó a Deportes Santa Cruz en la Segunda División Profesional. En el elenco de la Región de O'Higgins se mantuvo desde 2015 hasta 2017, donde marcó 22 goles, convirtiéndose en una de las figuras del equipo y de la serie. 
El año 2018 su representante, Cristián Ogalde, llegó a la administración de Magallanes y el propio Ogalde quería que Gaete jugara por el elenco metropolitano. Sin embargo, no fue tomado en cuenta por Hugo Balladares, quien dirigía en ese entonces a la "Academia". Esto lo aprovechó Gustavo Huerta, quien ya lo había dirigido en Santa Cruz y lo llevó a ponerse la camiseta de Cobresal en la Primera B. 
En el cuadro de El Salvador, el extremo fue la revelación. Jugando por la franja izquierda del ataque, hizo gran dupla con Marcelo Jorquera, lateral por el mismo sector y fue uno de los principales habilitadores del equipo. Gaete marcó 10 goles, defendiendo al equipo de Huerta, siendo decisivo en el duelo de vuelta ante Cobreloa por Liguilla de Ascenso, anotando el 2-1 parcial.El 27 de diciembre de 2018, a través de su cuenta oficial de Twitter, Colo-Colo informó que hemos llegado a un total acuerdo con el delantero Juan Carlos Gaete para que se sume a nuestro Primer Equipo siendo el primer refuerzo de la era Mario Salas, pero por motivos personales y en decisión con el club, fue cedido en calidad de préstamo a Deportes Santa Cruz. Tiempo después, Gaete indicó que su fallido paso por el cuadro albo se debió a problemas con su representante, quien le había prometido un sueldo el cual no era, además de querer hacerlo renunciar al 10% de la transferencia.
En julio de 2019, Cobresal anunció el regreso de Gaete al club, por un contrato de 4 años.Se confirma su regreso a Colo-Colo en febrero de 2021.Tras no lograr continuidad en el conjunto albo, en julio de 2021 es nuevamente cedido a Cobresal.A falta de una fecha para el término del torneo de Primera División de 2022, se anuncia el término anticipado de su cesión con Cobresal.
En diciembre de 2022 es acordado una nueva cesión, esta vez a Unión La Calera de la Primera División.Tras una mala relación con la dirigencia y el cuerpo técnico comandado por Martín Cicotello,cruza la vereda y es anunciado como nuevo jugador de San Luis de la Primera B en julio de 2023.
Luego de no ser considerado en Colo-Colo para la temporada 2024, el 9 de enero es anunciada su cesión a Deportes Copiapó de la Primera División.

## Selección nacional
Fue preseleccionado por Héctor Robles para la Selección de fútbol sub-17, con vista para el Sudamericano Sub-20 del 2017, pero finalmente no fue elegido para el certamen.
Fue preseleccionado por Bernardo Redín para la Selección de fútbol sub-23, más una lesión lo dejó fuera de la lista final con vistas al Torneo Preolímpico Sudamericano Sub-23 de 2020.
Fue convocado por el técnico Reinaldo Rueda para los partidos contra Colombia y Uruguay por las clasificatorias a Catar 2022, sin ver minutos.

### Participaciones en Clasificatorias a Copas del Mundo
| Eliminatorias            | País  | Resultado | Posición | Partidos | Goles | Asis. |
| ------------------------ | ----- | --------- | -------- | -------- | ----- | ----- |
| Eliminatorias Catar 2022 | Catar | Eliminado | 7°       | 0        | 0     | 0     |
| Total                    | Total | Total     | Total    | 0        | 0     | 0     |

## Estadísticas
| Club                        | Div.       | Temporada  | Liga  | Liga  | Copas nacionales | Copas nacionales | Torneos internacionales | Torneos internacionales | Total | Total |
| Club                        | Div.       | Temporada  | Part. | Goles | Part.            | Goles            | Part.                   | Goles                   | Part. | Goles |
| --------------------------- | ---------- | ---------- | ----- | ----- | ---------------- | ---------------- | ----------------------- | ----------------------- | ----- | ----- |
| Magallanes · Chile          | 2.ª        | 2014-15    | 12    | 0     | 5                | 0                | —                       | —                       | 17    | 0     |
| Magallanes · Chile          | Total club | Total club | 12    | 0     | 5                | 0                | 0                       | 0                       | 17    | 0     |
| Deportes Santa Cruz · Chile | 3.ª        | 2015-16    | 23    | 9     | —                | —                | —                       | —                       | 23    | 9     |
| Deportes Santa Cruz · Chile | 3.ª        | 2016-17    | 26    | 11    | —                | —                | —                       | —                       | 26    | 11    |
| Deportes Santa Cruz · Chile | 3.ª        | 2017       | 10    | 2     | —                | —                | —                       | —                       | 10    | 2     |
| Cobresal · Chile            | 1.ª        | 2018       | 30    | 9     | 7                | 1                | —                       | —                       | 37    | 10    |
| Deportes Santa Cruz · Chile | 2.ª        | 2019       | 13    | 1     | 1                | 0                | —                       | —                       | 14    | 1     |
| Deportes Santa Cruz · Chile | Total club | Total club | 72    | 23    | 1                | 0                | 0                       | 0                       | 73    | 23    |
| Cobresal · Chile            | 1.ª        | 2019       | 7     | 1     | —                | —                | —                       | —                       | 7     | 1     |
| Cobresal · Chile            | 1.ª        | 2020       | 31    | 7     | —                | —                | —                       | —                       | 31    | 7     |
| Colo-Colo · Chile           | 1.ª        | 2022       | 5     | 1     | 1                | 0                | —                       | —                       | 6     | 1     |
| Colo-Colo · Chile           | Total club | Total club | 5     | 1     | 1                | 0                | 0                       | 0                       | 6     | 1     |
| Cobresal · Chile            | 1.ª        | 2021       | 16    | 1     | —                | —                | —                       | —                       | 16    | 1     |
| Cobresal · Chile            | 1.ª        | 2022       | 18    | 1     | 2                | 1                | —                       | —                       | 20    | 2     |
| Cobresal · Chile            | Total club | Total club | 102   | 19    | 9                | 2                | 0                       | 0                       | 111   | 21    |
| Unión La Calera · Chile     | 1.ª        | 2023       | 0     | 0     | 0                | 0                | —                       | —                       | 0     | 0     |
| Unión La Calera · Chile     | Total club | Total club | 0     | 0     | 0                | 0                | 0                       | 0                       | 0     | 0     |
| Total club                  | Total club | Total club | 191   | 43    | 16               | 2                | 0                       | 0                       | 207   | 45    |
| 1. 2.                       |            |            |       |       |                  |                  |                         |                         |       |       |